# Баталов, Сергей Феликсович
Серге́й Фе́ликсович Бата́лов (род. 19 апреля 1957, Ирбит, Свердловская область, СССР) — советский и российский актёр театра и кино; заслуженный артист Российской Федерации (2005).

## Биография
Родился 19 апреля 1957 года в городе Ирбит Свердловской области. После окончания восьмого класса школы переехал в Омск. Там поступил в авиационный техникум и в период учёбы занимался в театральной студии. В 1973 году на фестивале «Омская театральная весна» получил диплом за лучшее исполнение мужской роли. После окончания техникума отправился в Москву и поступил в ГИТИС. Сначала он учился у Олега Табакова, а через год перешёл на курс Владимира Андреева. Окончил актёрский факультет ГИТИСа в 1980 году.
В кино начал сниматься в 1979 году, дебютировав в телефильме «Ватага „Семь ветров“».
С 1982 года — в Московском драматическом театре на Малой Бронной.
С 1990 по 1992 год — актёр Театра-студии «Человек».
В 1992 году вернулся в Театр на Малой Бронной, в котором проработал до 1998 года, после чего стал работать в кино.

## Фильмография
- 1979 — Ватага «Семь ветров» (фильм-спектакль) — Сергей
- 1979 — Несколько дней из жизни И. И. Обломова — дворовый (нет в титрах)
- 1983 — Нежданно-негаданно — милиционер
- 1983 — Рябиновые ночи — деревенский парень в гостях у Базановых
- 1985 — Площадь Восстания — Охрименко
- 1986 — Лунин, или смерть Жака (фильм-спектакль) — мундир на балу
- 1986 — Арифметика любви — Виктор
- 1987 — И снова Крижевский (фильм-спектакль) — Слава, секретарь комсомольской организации завода
- 1987 — Любищий вас Коля (фильм-спектакль) — Атаулин
- 1988 — Следствие ведут ЗнаТоКи. Дело № 21 «Без ножа и кастета» — жилец, жалующийся на отсутствие воды
- 1989 — Когда отзовётся эхо — Кепка
- 1990 — Далеко-далече — Сергей
- 1990 — Облако-рай — Федя
- 1991 — Циники — товарищ Мамашев, член РВС
- 1992 — На тебя уповаю — отец Валентина
- 1993 — Пленники удачи — Кулибин, аккордеонист
- 1994 — Колечко золотое, букет из алых роз — Гаврила Семёнович Хрымин, фабрикант
- 1994 — Жизнь и необычайные приключения солдата Ивана Чонкина — Николай Курзов
- 1994 — Синяя бутылка (фильм-спектакль) — Крейг
- 1995 — Ширли-мырли — лейтенант милиции, помощник следователя Пискунова
- 1995 — Ночь и день (короткометражный) —
- 1995 — Ехай! — Коля, охранник
- 1995 — Ночь и день
- 1995 — Мелкий бес — Павел Володин, приятель Ардальона Борисовича Передонова
- 1996 — Короли российского сыска (серия № 2 «Воскресное убийство») — Иван Сметанин, племянник генеральской вдовы Анны Карповны Максимовой
- 1997 — Полицейские и воры — сообщник
- 1998 — Сочинение ко Дню Победы — милиционер
- 1998 — Хочу в тюрьму — Вован, закадычный приятель Семёна Лямкина
- 1998 — Ночь перед рождеством (фильм-спектакль) —
- 1998 — Я первый тебя увидел — Владимир Владимирович Бессонов, баянист в матросском клубе
- 1999 — Д. Д. Д. Досье детектива Дубровского (серия № 16 «Закон выживания») — Колапушин, следователь
- 2000 — Шуб-баба Люба! — отец Володи Сидорова
- 2000 — Фортуна — дежурный милиционер
- 2000 — Артист и мастер изображения — Василий Башлыков, артист
- 2000 — Граница. Таёжный роман (серия № 5 «Карты») — железнодорожник на станции
- 2000 — Марш Турецкого (фильм № 2 «Убить ворона») — Иван Макарович, диспетчер
- 2001 — Гражданин начальник (серия № 7) — Роман, метрдотель в ресторане гостиницы «Москва»
- 2001 — Сыщики (фильм № 10 «Дом, где исчезают мужья») — Илья Васильевич Бадягин
- 2001 — Праздник — дядя Саша
- 2001 — Под Полярной звездой — Егоза
- 2001 — Вицмундир — секретарь
- 2001 — Леди Бомж — Виталий Маркович Нефедов, прокурор
- 2001 — Идеальная пара — Жорж
- 2002 — Интимная жизнь Севастьяна Бахова
- 2002 — Закон — Вячеслав Алексеевич Храпин
- 2002 — Марш Турецкого-2 — Иван Ковригин
- 2002 — Повелитель луж
- 2003 — Ребята из нашего города — Зуев
- 2003 — Крутые повороты
- 2003 — Баязет — Трёхженный, урядник
- 2003 — Марш Турецкого. Новое назначение (фильм № 6 «Шериф в законе») — Иван Ковригин, фермер
- 2004 — Тайна "Волчьей пасти" — папа Таранца
- 2004 — Таксист — Дракоша
- 2004 — Богатство — Михаил Осипович Сотенный, казачий урядник
- 2004 — Фитиль — разные роли
- 2005 — Атаман — Виктор Барминцев, пограничник по прозвищу «Снежный человек»
- 2005 — Коля — перекати поле — Федя
- 2005 — Мужчины не плачут-2 — Павел Ильич Тонких
- 2005 — В круге первом — Шикин-Мышин, майор
- 2005 — Самые счастливые — Чердаков, прапорщик, охранник в универсаме
- 2005 — Рысак — Филипп
- 2006 — Печорин. Герой нашего времени — денщик
- 2006 — Алмазы на десерт — Валера
- 2007 — Служба 21, или мыслить надо позитивно — Степанов
- 2007 — 07-й меняет курс — капитан Булыгин, штурман
- 2007 — Частный заказ — Виктор Невзоров, отец Марии Невзоровой
- 2007 — Откройте, Дед Мороз! — Лев Огурцов, родственник Жени
- 2007 — Завещание Ленина — Актаев («Берды»), зэк
- 2007 — Жизнь врасплох — Михаил, отец Маши
- 2007 — Внеземной — Толя Семёнов
- 2007 — Ванечка — майор Никуленко
- 2008 — Без вины виноватые — Иван, слуга
- 2008 — Господа офицеры: Спасти императора — Фролан Акимыч Неясный, есаул
- 2008 — От любви до кохання — Михаил Иванович Кузнецов, отец Андрея
- 2008 — Дом Солнца — дядя Родион
- 2008 — Два цвета страсти
- 2008 — Братья Карамазовы — Пётр Ильич Перхотин
- 2008 — Десантный батя — отец Василия Меркулова
- 2009 — Пассажирка — Евграф Иванович, морской офицер
- 2009 — Приказано уничтожить! Операция: «Китайская шкатулка» — Илья Севастьянович Кретов, полковник контрразведки
- 2009 — Журов — Романыч, сосед следователя Журова
- 2010 — Журов 2 — Романыч, сосед следователя Журова
- 2010 — Гаражи — Дерюгин
- 2010 — Стройбатя — Василий Иванович Архипов (дядя Вася), подполковник, командир воинской части
- 2010 — В лесах и на горах — Никифор Захарович, брат Аксиньи
- 2010 — На солнечной стороне улицы — Валентин Петрович, учитель
- 2010 — Судьбы загадочное завтра — Фёдор Иванович Прокопец, отец Ивана
- 2010 — Назад в СССР — Иван Андреевич Смирнов, отец Наташи
- 2010 — Ночь длиною в жизнь — Фёдор
- 2010 — Вопрос чести — капитан
- 2011 — Карамель — Дмитрий Чебоксаров, бывший муж Надежды Петровны, отец Володи
- 2011 — Манна небесная — Юрий Харцевский, капитан милиции
- 2011 — Дело гастронома № 1 — Корней, автомеханик, старый приятель директора гастронома № 1 Георгия Беркутова
- 2012 — Дело следователя Никитина — аукционист
- 2012 — Берега — Завьялов-старший
- 2012 — 2013 — Папины дочки. Суперневесты (серия № 395) — майор, клиент Сергея Алексеевича
- 2013 — Задания особой важности. Операция «Тайфун» — Иван Кузьмич Брянцев («Дед»)
- 2013 — Воронины (серии № 249—250) — Алексей Иванович Захаров, квартиросъёмщик Николая Петровича
- 2013 — Задание особой важности. Операция «Тайфун» — Иван Кузьмич Брянцев (Дед)
- 2013 — Чужой среди своих — Виктор Михайлович Кузнецов, учитель труда
- 2013 — Чего хотят мужчины — Владимир Иванович, отец Антона, муж Валентины Петровны
- 2013 — Два отца и два сына (серия № 12) — Фёдор Иванович Новиков, подполковник МВД, отец Ани, дедушка Влада
- 2014 — Любит не любит — сантехник
- 2014 — Воронины — Захаров, квартирант Ворониных
- 2014 — Острожский заповедник —
- 2014 — Дом с лилиями — Гаврила Петрович, родственник Родиона Камышева
- 2014 — Чао, Федерико! — Василий Дмитриевич Иванов
- 2014 — Аромат шиповника — Анатолий Иванович Щукин, муж Антонины Николаевны
- 2014 — Дикий 4 — Маркелов
- 2014 — Ёлки 1914 — Владимир, раненый солдат
- 2014 — Соблазн — Виктор Ильич, отец Веры Матвеевой
- 2014 — Любит не любит — сантехник в больнице
- 2015 — Три счастливых женщины — Геркулес (Гера) Анатольевич, военный в отставке
- 2015 — Частное пионерское 2 — Виктор Петрович, баянист
- 2015 — Красная королева — Семён Антонович Силан, сосед Августы Леонтьевны Флоринской
- 2015 — Мамочки — Алексей Петрович Белоусов отец Ани, муж Людмилы, дедушка Миши
- 2016 — РОВД — полковник Дятлов
- 2017 — Радуга в поднебесье — Иван Ильич, дедушка Кати Дунаевой
- 2017 — Команда «Б» — Виктор Степанович Охотин, полковник
- 2017 — Время первых — Архип Леонов, отец лётчика-космонавта СССР Алексея Леонова
- 2017 — Дно (документальный фильм) — Павел Николаевич Милюков, министр иностранных дел Временного правительства России в 1917 году
- 2017 — Интриганки — Иван Борисович («Борисыч»), сотрудник городской публичной библиотеки, подчинённый и жених Анны Ивановны
- 2018 — Старушки в бегах — Игнат Иванович Прокопов, владелец кафе «У Насти»
- 2018 — Хор — Годунов
- 2019 — Большой артист — Георгий Трофимович Костров, смотритель маяка, отец Глеба
- 2020 — Война семей
- 2021 — Саня, газуй! — Инокентий, отец Макарова
- 2021 — Казанова в России. Тайная миссия — Степан Шишковский
- 2021 — С неба и в бой — отец Василия Меркулова
- 2021 — Старые шишки — проводник
- 2021 — Небесная команда — Георгиныч
- 2021 — «Везёт» ― Василий Иванович, тренер по мотогонкам
- 2023 — Старушки в бегах-3 — Игнат Прокопов
- 2023 — 1993 — Мальцев
- 2023 — Эффект домино — Юрий Павлович Чернов, полковник юстиции
- 2023 — Скорая помощь 6 сезон — папа Родниной
- 2025 — Артек. Сквозь столетия — Зиновий Петрович Соловьев

## Озвучивание мультфильмов
1. 2004 — Кот и лиса — текст от автора (в пластилиновой заставке)
2. 2004 — Лиса-сирота — Медведь
3. 2004 — Шейдулла-лентяй — Волк
4. 2004 — Как пан конём был — пан / вор

## Награды
- Заслуженный артист Российской Федерации (2005)[3]
- Приз «Лучшая мужская роль второго плана» на кинофестивале «Бригантина» за фильм «Под полярной звездой» (2002)
- Премия «Ника» (2006). Лучшая мужская роль второго плана за фильм «Коля — перекати поле»